# Anja Šaranović
Anja Šaranović (Kraljevo, 12 settembre 1989) è una modella serba, incoronata Miss Serbia Universo 2011.
Studentessa presso la Facoltà di studi sulla sicurezza presso l'Università di Belgrado, Anja Šaranović è in grado di parlare inglese, russo, italiano e latino. All'età di diciassette anni ha iniziato a lavorare come modella, prendendo parte anche alla settimana della moda di Belgrado.
Šaranović è stata scelta come rappresentante ufficiale del proprio paese in occasione di Miss International 2010, che si è tenuto a Chengdu, e dove si è piazzata fra le prime quindici finaliste. Alla fine della competizione, la Šaranović è arrivata al sesto posto, miglior risultato dell'Europa del 2010 e miglior risultato della Serbia di sempre.
Il 12 settembre 2011 Anja Šaranović ha rappresentato la Serbia anche a Miss Universo 2011, che si è tenuto a São Paulo, in Brasile.